# Onset (Massachusetts)
Onset es un lugar designado por el censo ubicado en el condado de Plymouth en el estado estadounidense de Massachusetts. En el Censo de 2010 tenía una población de 1.573 habitantes y una densidad poblacional de 469,35 personas por km².

## Geografía
Onset se encuentra ubicado en las coordenadas 41°44′48″N 70°39′59″O / 41.74667, -70.66639. Según la Oficina del Censo de los Estados Unidos, Onset tiene una superficie total de 3.35 km², de la cual 2.79 km² corresponden a tierra firme y (16.69%) 0.56 km² es agua.

## Demografía
Según el censo de 2010, había 1.573 personas residiendo en Onset. La densidad de población era de 469,35 hab./km². De los 1.573 habitantes, Onset estaba compuesto por el 70.5% blancos, el 9.92% eran afroamericanos, el 0.64% eran amerindios, el 1.02% eran asiáticos, el 0% eran isleños del Pacífico, el 9.28% eran de otras razas y el 8.65% pertenecían a dos o más razas. Del total de la población el 2.42% eran hispanos o latinos de cualquier raza.